# Jean-Louis Baugnies
Jean-Louis Baugnies (* 17. Juni 1957 in Obourg) ist ein ehemaliger belgischer Radrennfahrer und nationaler Meister im Radsport.

## Sportliche Laufbahn
Baugnies war im Bahnradsport und im Straßenradsport aktiv. 1976 gewann er die nationale Meisterschaft in der Einerverfolgung und in der Mannschaftsverfolgung. 1977 konnte er beide Titel verteidigen und wurde auch Meister im Omnium. 1978 gewann er die Titel im 1000-Meter-Zeitfahren und in der Einerverfolgung. Im Omnium und in der Mannschaftsverfolgung wurde er Dritter. 1981 wurde er Vizemeister in der Einerverfolgung der Profis. Auf der Straße gewann er eine Etappe in der Tour de Wallonie 1978.
Baugnies war Teilnehmer der Olympischen Sommerspiele 1976 in Montreal. In der Einerverfolgung wurde er 12. Von 1978 bis 1980 war Baugnies Berufsfahrer, blieb jedoch ohne größere Erfolge als Radprofi.